# Gostol TST
GOSTOL TST d.d. je tolminsko podjetje, ki proizvaja opremo za peskanje. Podjetje Gostol TST d.d. je bilo ustanovljeno leta 1992. 
Gostol TST je mednarodno uveljavljeno podjetje na področju izdelave peskalnih strojev s sedežem na Čiginju, v občini Tolmin.

## Izdelki
- basic peskalni stroji
- stroji za vibracijsko poliranje
- avtomatizirane peskalne rešitve

## Peskalni stroji
Tip peskalnega stroja se izbere glede na številne parametre, kot so: proizvodni proces, raznolikost obdelovancev, količina obdelovancev, namen peskanja, tehnično-tehnološke instalacije in prostorske omejitve.

## Peskanje
Peskanje je čiščenje površine s pomočjo abrazivnega sredstva, ki ga pod pritiskom zraka oz. s pomočjo turbin, pri veliki hitrosti nanašamo na površino. Peskanje se uporablja za čiščenje različnih površin, kot so: razne jeklene konstrukcije, cevovodi, šasije, profili, pločevina itd. Najpogosteje se kot medij za peskanje uporablja kremenčev pesek. S peskanjem se površina očisti ter hkrati postane hrapava, kar predstavlja osnovo za nanašanje zaščitnih sredstev. Hrapavost površine je odvisna od materialov, ki se uporabljajo v procesu peskanja.

## Podjetja v tujini
Gostol RU, Moskva, Rusija
Gostol TST India, Bangalore, Indija
Gostol TST Qingdao Machinery, Qingdao, Kitajska

## Zgodovina podjetja
Kot prve začetke razvoja strojegradnje se lahko navede ustanovitev podjetja Gostol - goriške strojne tovarne in livarne v Novi Gorici leta 1947. V strojni tovarni sta se najprej razvila programa prehrambene in livarske opreme. Ker pa je bilo vedno več zahtev za izdelavo peskalnih strojev izven livarn, se je postopoma pričel program peskalne tehnike razvijati samostojno, tako da so se pojavili na področju strojegradnje trije osnovni programi.
Proizvodnja na današnji lokaciji na Čiginju je stekla leta 1972, ko se je iz Avtoprevoza izločila delavnica kovinskih izdelkov, ki se je povezala z Gostolom v Novi Gorici in pričela na tolminski lokaciji izdelovati predvsem varjene konstrukcije za potrebe programov strojegradnje znotraj sistema Gostol. Težnja takratnega TOZD-a Tovarne strojev Tolmin je bila, da zaposli tudi čim več mladih strokovnjakov. Tako se je postopoma poleg čiste proizvodne funkcije pričelo izvajati tudi del razvojne funkcije, kar je bila osnova za kansejše ustanavljanje samostojne gospodarske družbe na tej lokaciji. Konec 80-ih let je prišlo do ponovnega združevanja TOZD-ov v enovito DO s programskimi enotami. Tako je bila lokacija na Čiginju sestavni del PE Peskalna tehnika z delom razvoja in proizvodno-tehnično funkcijo, ki se je v letu 1990 preoblikovala v samostojno družbo z omejeno odgovornostjo Gostol-P.T., d.o.o., Nova Gorica v sistemu Gostol. V letu 1992 je bilo ustanovljeno podjetje Gostol TST d.o.o., kot samostojno podjetje, v obstoječi obliki. V letu 2013 se je podjetje iz d.o.o. preoblikovalo v d.d. V letu 2014 so odprli podjetje v Rusiji, v letu 2015 pa v Indiji in na Kitajskem.